# André Hainault
André Hainault (ur. 17 czerwca 1986 w Montrealu) – kanadyjski piłkarz grający na pozycji obrońcy w niemieckim klubie 1. FC Kaiserslautern.
Hainault był zawodnikiem FK SIAD Most, gdzie po dwóch udanych sezonach został wypożyczony do Sparty Praga. Do FK SIAD Most powrócił po zakończeniu sezonu 2007/2008. Hainault dotychczas wystąpił 9 razy w reprezentacji Kanady.